# Les Places
Les Places település Franciaországban, Eure megyében. Lakosainak száma 74 fő (2022. január 1.). Les Places L’Hôtellerie, Fontaine-la-Louvet és Piencourt községekkel határos.

## Népesség
A település népességének változása:
| Lakosok száma | 47   | 56   | 56   | 75   | 75   | 78   | 78   | 73   | 71   | 74   |
|               | 1968 | 1982 | 1990 | 2006 | 2013 | 2015 | 2017 | 2019 | 2020 | 2022 |